# Solariella maculata
Solariella maculata är en snäckart som beskrevs av S. V. Wood 1842. Solariella maculata ingår i släktet Solariella och familjen pärlemorsnäckor. Inga underarter finns listade i Catalogue of Life.